# روسي كارانجيا
رستم خورشيدجي كارانجيا (بالإنجليزية: Rustom Khurshedji Karanjia) (15 سبتمبر 1912 - 1 فبراير 2008) صحفي ومحرر هندي. كان يوقع تقاريره عادة باسم "RK Karanjia". أسس صحيفة "بليتز" (Blitz) الأسبوعية التي تركز على الصحافة الاستقصائية في عام 1941، وأدارها على مدى العقود الأربعة التالية. أسس أيضًا صحيفة (The Daily)، وهي صحيفة يومية كانت تديرها ابنته.

## الحياة المبكرة
وُلِد كارانجيا لعائلة بارسية في كويته، التي تقع الآن في بلوشستان في الجزء الشمالي من باكستان..

## حياة مهنية
بدأ كارانجيا الكتابة أثناء وجوده في الكلية، وخلال ثلاثينيات القرن العشرين، عمل كارانجيا كمساعد محرر في صحيفة تايمز أوف إينديا. غادر صحيفة تايمز أوف إينديا في عام 1941 لإطلاق صحيفة "بليتز"، وهي صحيفة تابلويد أسبوعية تركز على الصحافة الاستقصائية. وكانت هذه الصحيفة واحدة من الصحف الهندية القليلة التي أجرت مقابلات مع شخصيات بارزة مثل فيدل كاسترو وتشوإن لاي. كانت صحيفتا (The Daily) و(The Blitz) أيضًا بمثابة حاضنات لأمثال ر. ك. لاكسما وهارون رشيد وب. سايناث وتيستا سيتالفاد، حيث بدأوا جميعًا مسيرتهم الصحفية فيها. عمل كارانجيا كمراسل حربي أثناء الهجوم الياباني على بورما في الحرب العالمية الثانية، حيث قام بتغطية الأحداث في بورما وآسام. انتهى عمل (Blitz) في منتصف التسعينيات واعتزل كارانجيا الحياة العامة.
توفي كارانجيا في منزله، وهو شقة على الواجهة البحرية على طول مارين درايف في مومباي، عن عمر يناهز 95 عامًا في 1 فبراير 2008. وفي "خروجعن التقاليد البارسية، وفقًا لرغبته،" أقيمت جنازته في محرقة جثث شاندانفادي، في جنوب مومباي. ترك كارانجيا ابنة واحدة، ريتا ميهتا المؤسسة ورئيسة التحرير الأولى لمجلة (Cine Blitz). وكان شقيقه بورجور صحفيًا أيضًا، ولكنه متخصص في صناعة السينما، وكان محررًا لمجلة (Filmfare).

## مقابلات بارزة

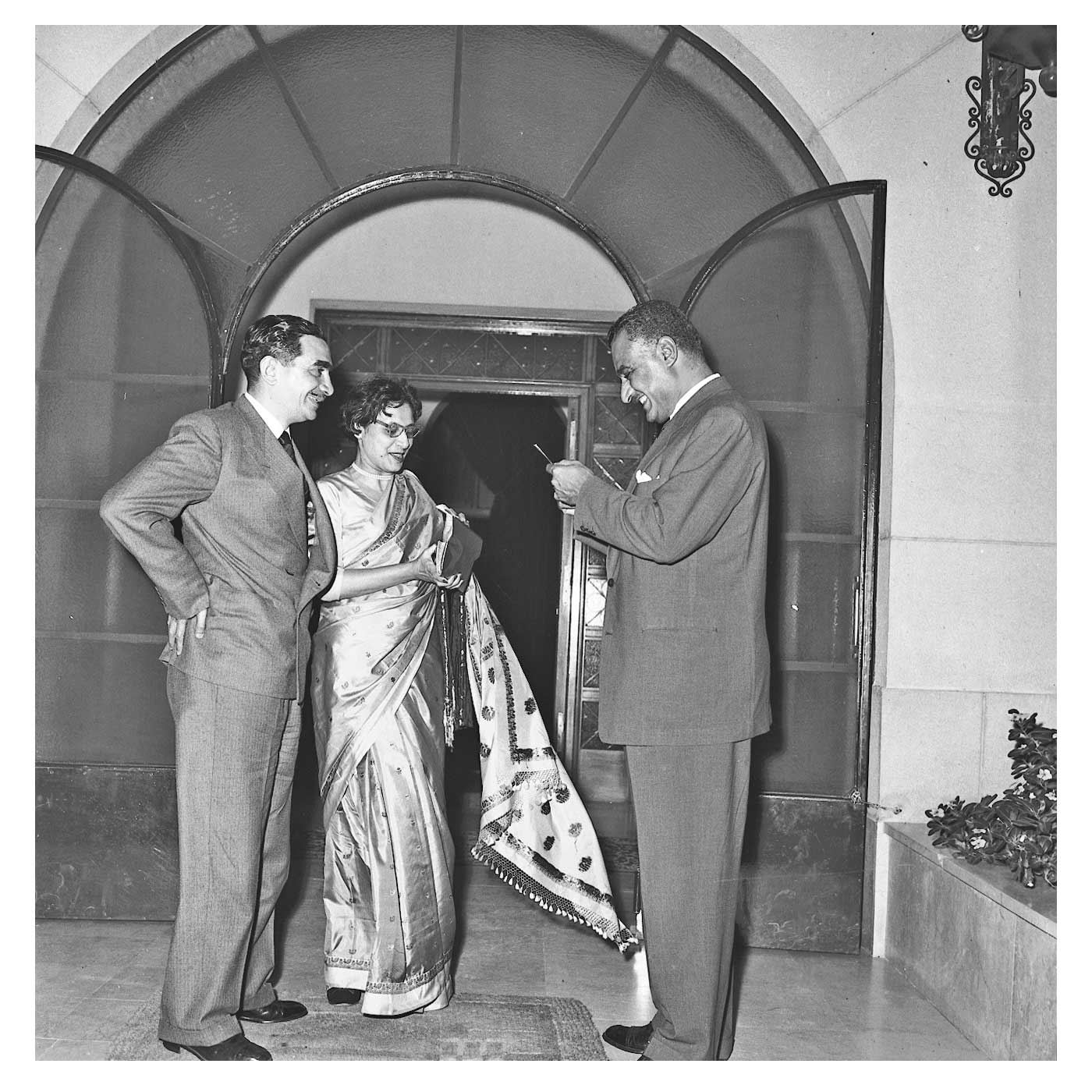
جمال عبد الناصر يستقبل الصحفي الهندي كارانجيا وزوجته

في مقابلة أجريت معه عام 1958، أوصى الرئيس جمال عبد الناصر رئيس الجمهورية العربية المتحدة كارانجيا بقراءة كتاب بروتوكولات حكماء صهيون، كما أفاد كارانجيا في اليوم التالي.

## ميوله بصفته مالكًا ومحررًا لمجلة Blitz
كان كارانجيا مؤسس ورئيس تحرير صحيفة Blitz الأسبوعية التي كانت تصدر في مومباي. كتب الكاتب الصحفي سودهيندرا كولكارني عن كيفية اتخاذ قرار إطلاق Blitz أثناء جلسة شاي بين ثلاثة صحفيين وطنيين، وهم نادكارني، وبنجامين هورنيمان، وكارانجيا، في مطعم (Wayside Inn)، وهو مطعم بالقرب من كالا غودا في مومباي. صدر العدد الأول من Blitz في الأول من فبراير عام 1941 (نفس اليوم الذي توفي فيه كارانجيا في عام 2008). ويصف كولكارني صحافته بأنها "غير تقليدية، واستقصائية، وشجاعة، ومثيرة بعض الشيء". كان المخرج السينمائي خواجا أحمد عباس، والصحفي الحائز على جائزة ماجسايساي بي سايناث مرتبطين بصحيفة Blitz. تميّزت الصحيفة بأنها راديكالية ومثالية، وذات ميول يسارية، ومناصرة للاتحاد السوفيتي.[بحاجة لمصدر]
ظل كارانجيا منتقدًا قويًا لحزب المؤتمر الوطني الهندي، بينما استمر في الحفاظ على صداقته مع زعماء المؤتمر نهرو وأنديرا غاندي وراجيف غاندي.[بحاجة لمصدر] ومع ذلك، أصيب كارانجيا في وقت لاحق بخيبة أمل في الشيوعية وعلمانيتها المعادية للهندوسية. أصبح متعاطفًا قويًا مع حزب بهاراتيا جاناتا وحركة أيوديا. في البداية كان كارانجيا منتقدًا شرسًا للمعلم الهندي ساتيا ساي بابا، وأصبح فيما بعد من محبيه في عام 1976.  وفقًا لكولكارني، قام كارانجيا بإقالة سايناث من منصب نائب رئيس تحرير مجلة Blitz، وعيّن كولكارني في هذا المنصب بدلاً منه.

## كتب
- 1952: الصين تنهض وذئاب الغرب المتوحش
- 1956: سياتو: أمان أم تهديد؟
- 1958: فجر العرب
- 1960: عقل السيد نهرو
- 1961: كاسترو: عاصفة فوق أمريكا اللاتينية
- 1966: فلسفة السيد نهرو
- 1970: جولة حول ألمانيا مع هتلر
- 1977: كونداليني يوغا
- 1977: عقل الملك: سيرة شاه إيران (ردمك 978-0-04-923069-9)
- 1997: الله يعيش في الهند (ردمك 978-81-86822-27-2)